# Ben Croshaw

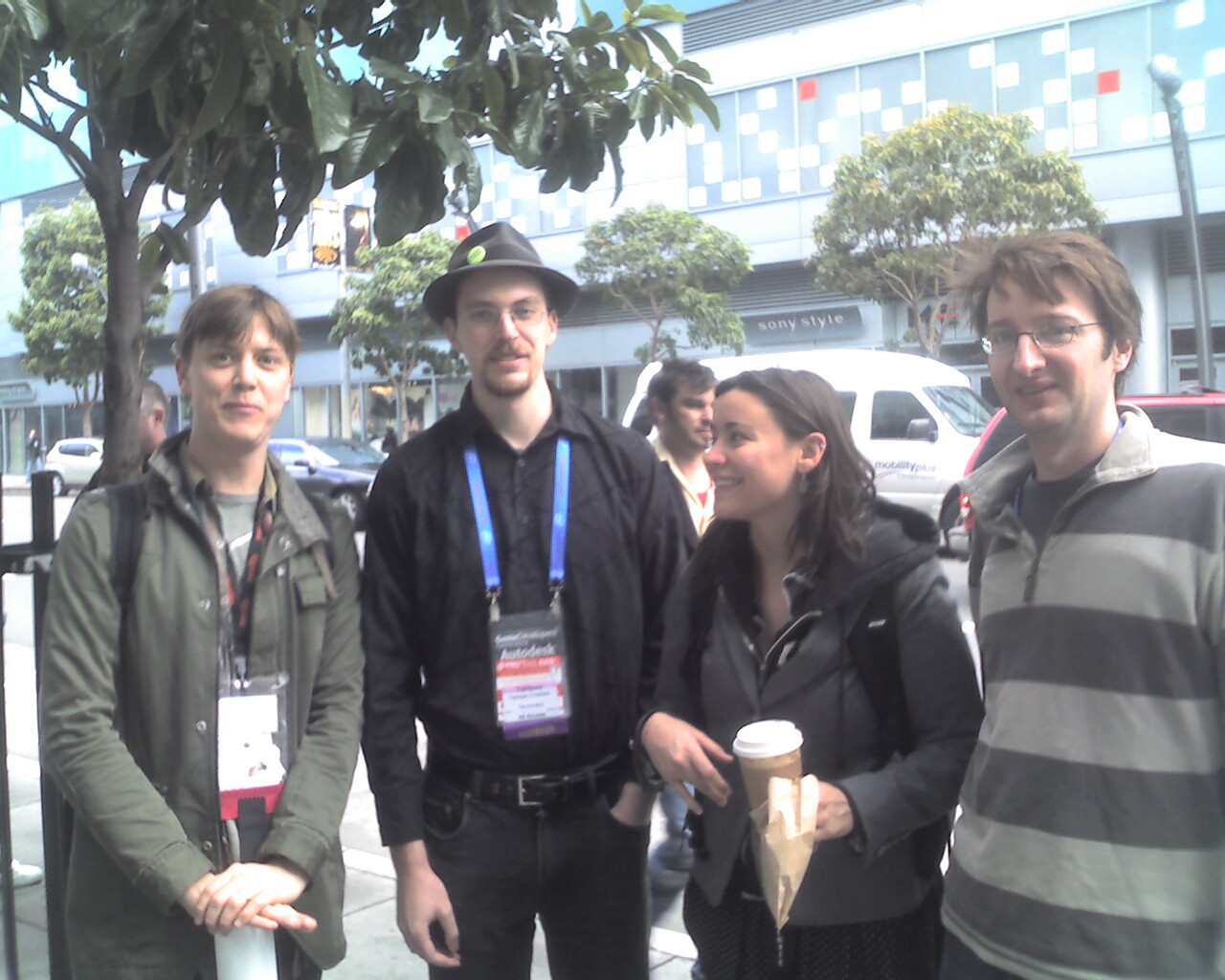
Ben Croshaw

Ben „Yahtzee” Croshaw (ur. 1983 w Warwickshire) – informatyk, założyciel strony Fullyramblomatic.com. W 2003 przeprowadził się do Brisbane w Australii. Obecnie mieszka w Kalifornii. Autor artykułów do magazynu „Hyper” o tematyce gier komputerowych.

## Gry
Croshaw znany jest jako twórca wielu gier komputerowych przy pomocy programu AGS (Adventure Game Studio), a także serii animowanych recenzji gier „Zero Punctuation”. Na oficjalnej stronie dostępne są jego publikacje, eseje oraz komiksy (m.in. „Chris and Trilby”). Został zauważony przez społeczność AGS po stworzeniu trylogii „Rob Blanc”. Jego następnym dziełem była gra „The trials of Oddyseus Kent”. Największe uznanie zyskał po wydaniu tetralogii zaczynającej się od gry „5 days a stranger”. Następnie stworzył „Adventures in the Galaxy of Fantabulous Wonderment” oraz 3 części „1213”. Croshaw pisze gry w AGS, a grafikę do nich tworzy w Photoshopie. Wszystkie jego gry są udostępniane na licencji Freeware.

## Tetralogia Johna Defoe
Najbardziej znana seria gier Croshawa, w skład której wchodzą 5 Days a Stranger, 6 Days a Sacrifice, 7 Days a Skeptic i Trilby's Notes, opowiada o trwającym 400 lat rytuale, którego celem jest przywołanie CHZO – demona bólu. W grze 5 Days a Stranger gracz kieruje Trilbym – złodziejem, który przez przypadek został zamknięty w tajemniczym domu. Tam odnajduje małą drewnianą figurkę, po dotknięciu której jego sytuacja jeszcze bardziej się pogarsza. W 7 Days a Skeptic akcja dzieje się 400 lat później – gracz kieruje lekarzem na statku kosmicznym, na który w jakiś sposób dostaje się owa figurka. Trilby’s Notes opowiada o nawiedzonym hotelu, z którego Trilby musi odzyskać wspomnianą statuetkę, by w końcu móc się jej pozbyć z tego świata w kapsule kosmicznej. 6 Days a Stranger jest ostatnią częścią tetralogii, stanowiącą podsumowanie poprzednich 3 gier. Bohaterem jest Theodor Dacabe, inspektor z rady miasta, mający za zadanie przeprowadzić inspekcję budynku należącego do dziwnej sekty.

## Fully Ramblomatic
Jest to oficjalna strona Croshawa. Znajdują się na niej liczne eseje, opowiadania, publikacje, komiksy oraz gry autora, charakteryzujące się jego specyficznym poczuciem humoru. Twórca w ironiczny sposób przedstawia tam świat gier komputerowych. Na stronie znajdują się ponadto recenzje książek, gier komputerowych i filmów.